# Codex Dimonie
Codex Dimonie este un text aromân cu conținut religios, scris cu caractere grecești, care datează de la începutul secolului al XIX-lea și care a fost descoperit în 1889 la o familie de aromâni din Albania, numită Dimonie. A fost publicat de Gustav Weigand în Jahresbericht des Institus für rumänische Sprache (nr. I și IV–VI). Codex Dimonie constituie un document important pentru studiul dialectului aromân.
Codex Dimonie este un manuscris nedatat, nelocalizat și anonim (autorii sunt, se pare, mai mulți, scriiturile fiind diferite) reprezentând o culegere de 15 texte religioase, pe care autorii-traducători le-au numit „didahii”. După caracteristicile limbii, textul pare a fi fost tradus în primele decenii ale secolului al XIX-lea.